# Satoshi Tezuka
Satoshi Tezuka (Prefectura de Tochigi, Japó, 4 de setembre de 1958) és un exfutbolista japonès.

## Selecció japonesa
Satoshi Tezuka va disputar 25 partits amb la selecció japonesa.